# میشل لومنیکی
میشل لومنیکی (انگلیسی: Michelle Lomnicki؛ زادهٔ ۳ مهٔ ۱۹۸۷) بازیکن فوتبال اهل ایالات متحده آمریکا است.
از باشگاه‌هایی که در آن بازی کرده‌است می‌توان به اسکای بلو اف‌سی، باشگاه فوتبال زنان فرایبورگ، و شیکاگو رد استارز اشاره کرد.